# Ibn Hudhayl
Abu-l-Hàssan Alí ibn Abd-ar-Rahman al-Fazarí al-Andalussí, conocido como Ibn Hudhayl, fue un escritor granadino de la segunda mitad del siglo XIV que vivió a la corte de los nasrides de Granada. Escribió una obra aconsejando la guerra santa contra los cristianos.

## Obra
Gala de caballeros y blasón de paladines. Traducción y comentarios de María Jesús Viguera.